# I'm Left, You're Right, She's Gone
"I'm Left, You're Right, She’s Gone" es una canción compuesta por los músicos Stan Kesler y Bill Taylor que se convirtió en uno de los primeros grandes éxitos de Elvis Presley al grabarla durante sus días en la compañía Sun Records de Memphis.
Elvis convirtió al tema que originalmente había sido concebido como una composición country, a su estilo de rockabilly al darle un enfoque hacia el blues y al incorporar a un baterista por vez primera en una de sus grabaciones en Sun.

## Antecedentes
Durante sus comienzos en la Sun Records de Memphis Elvis había ya cosechado sus primeros éxitos. A principios de 1955 Elvis había grabado la canción Baby Let's Play House para incluirla como cara B de un nuevo disco simple. Para la cara A, el productor Sam Phillips, dueño de la Sun, había pensado en un tema country compuesto por Stan Keiser y Bill Taylor, I'm Left, You're Right, She's Gone. 
Keiser era uno de los compositores asociados a Phillips más requeridos por la compañía al momento de grabar temas country. La canción en sí era incuestionablemente country aunque con un título con un giro en el juego de palabras de su título y con la susceptibilidad a un número de aproximaciones vocales. Al final, con una aproximación al blues, Elvis la asienta de manera fortuita y directa. Pero lo que la diferenció definitivamente del country fue la incorporación por primera vez de una batería (a cargo del baterista de sesión Jimmie Lott llevado al estudio por Phillips) al trío original integrado por Elvis, Scotty and Bill que convirtieron al tema en un éxito radial dentro de los circuitos de música country, pero al que los disc jockeys con frecuencia solían dar vuelta el disco para audicionar su cara B con el tema Baby Let's Play House.  Elvis grabó este nuevo tema entre febrero y marzo de 1955.
El nuevo éxito de Elvis además de salir a la venta en formato de disco simple bajo el registro Sun 217, se compiló más tarde en 1976 en el álbum Elvis The Sun Sessions.

### Músicos
- Elvis Presley - voz y guitarra acústica rítmica
- Scotty Moore - guitarra eléctrica líder

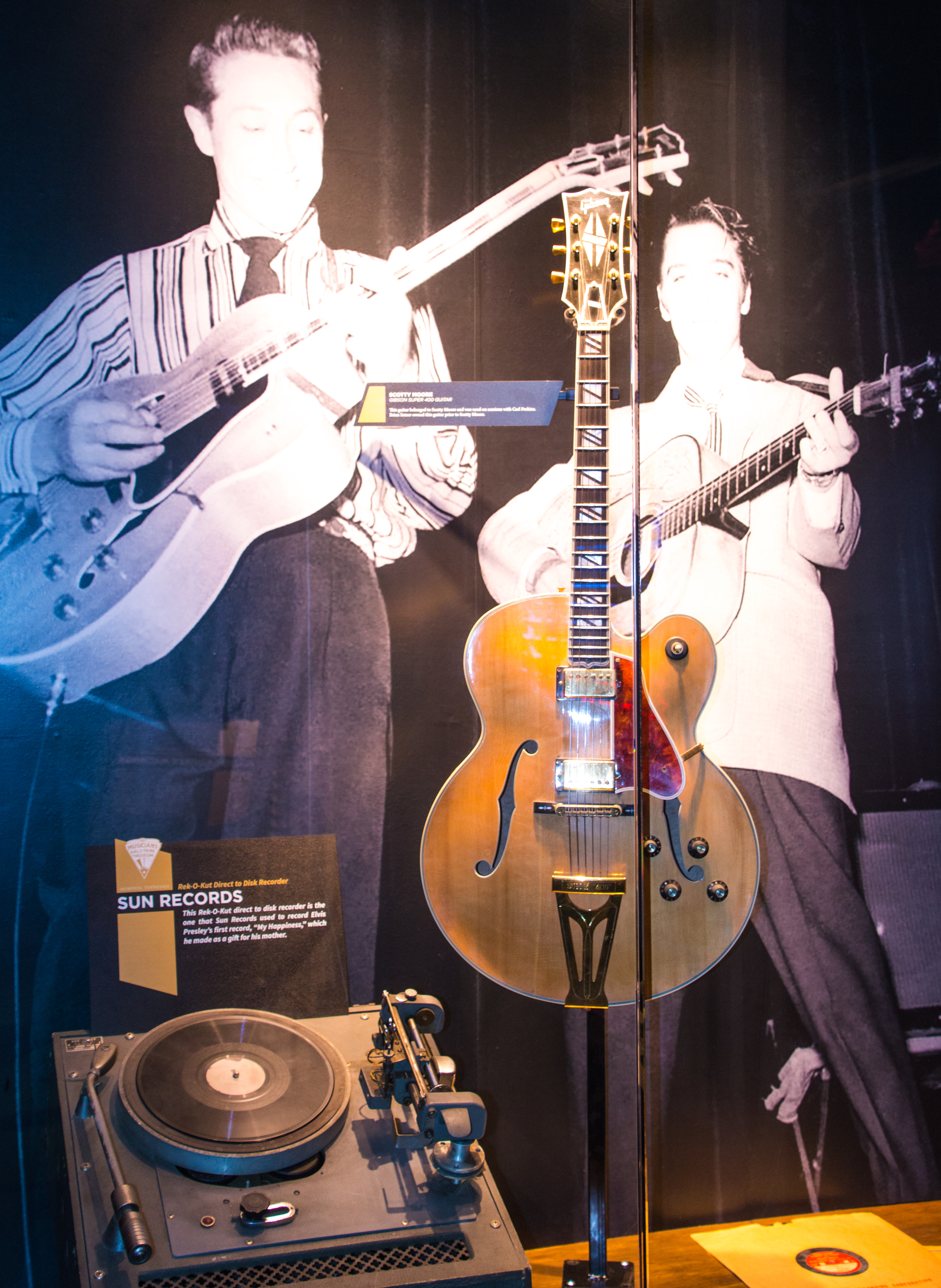
Una de las guitarras usadas en Sun Records por Scotty Moore, el guitarrista de Elvis Presley

- Bill Black - contrabajo
- Jimmie Lott - batería[2][1]

## Charts
I'm Left, You're Right, She's Gone ingresó al Top 10 del Billboard de Country & Wester Best Sellers in Stores alcanzando el puesto # 4 mientras que la cara B del disco, Baby Let's Play House aunque accedería al puesto # 10 de la misma lista, lograría permanecer allí por la friolera de 15 semanas. En 1958 con la firma del contrato y la venta de los derechos de Elvis de los temas grabados en Sun para con la compañía RCA, I'm Left, You're Right, She's Gone entró a la lista de sencillos del Reino Unido en el puesto # 21.
| Chart (1958)                                | Posición alcanzada |
| ------------------------------------------- | ------------------ |
| U.S. Billboard's C&W Best Sellers in Stores | 4                  |
| UK Singles Chart                            | 21                 |

## Elvis hiccups
Esta es una canción donde Elvis deja registrado patentemente un recurso peculiar en su estilo de cantar, con el denominado "hipo" durante la frase But now I just don't care. Este recurso pasaría a llamarse más tarde como "Elvis hiccups" o "hipo rockabilly" algo que muchos cantantes luego imitarían desde Buddy Holly hasta Michael Jackson.